# Dolgoprudnîi
Dolgoprudnîi (ru. Долгопрудный) este un oraș din Regiunea Moscova, Federația Rusă și are o populație de 75.256 locuitori.